# Zady (Ukraina)
Zady (ukr. Зади) – wieś w rejonie drohobyckim obwodu lwowskiego.

## Historia
Dawniej samodzielna wieś i gmina jednostkowa w powiecie samborskim. W II RP była to część wsi Wołoszcza w powiecie samborskim.